# Есталь (Німеччина)
Есталь (нім. Esthal) — громада в Німеччині, розташована в землі Рейнланд-Пфальц. Входить до складу району Бад-Дюркгайм. Складова частина об'єднання громад Ламбрехт (Пфальц).
Площа — 15,51 км2. Населення становить 1298 ос. (станом на 31 грудня 2020).

## Галерея

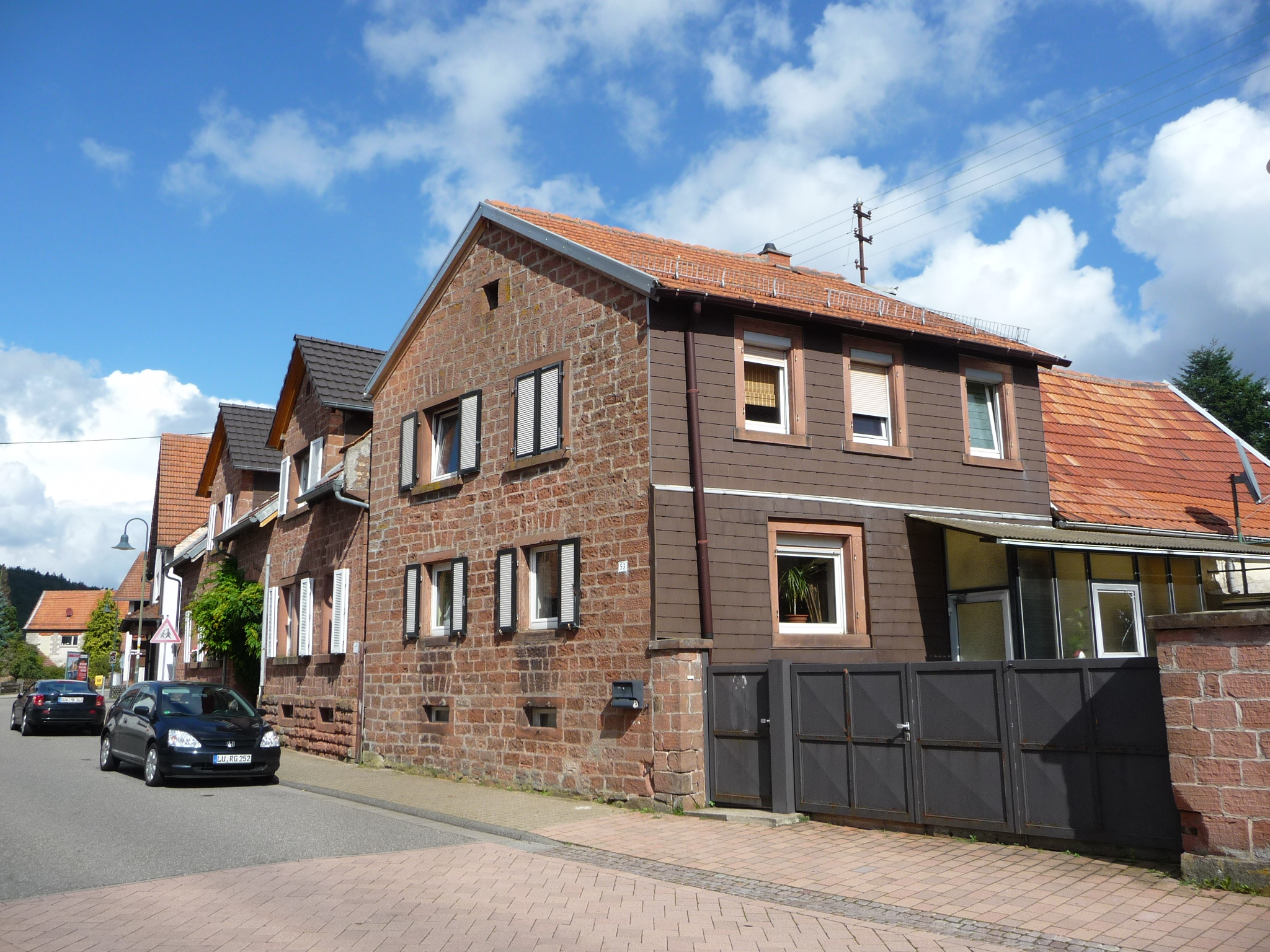
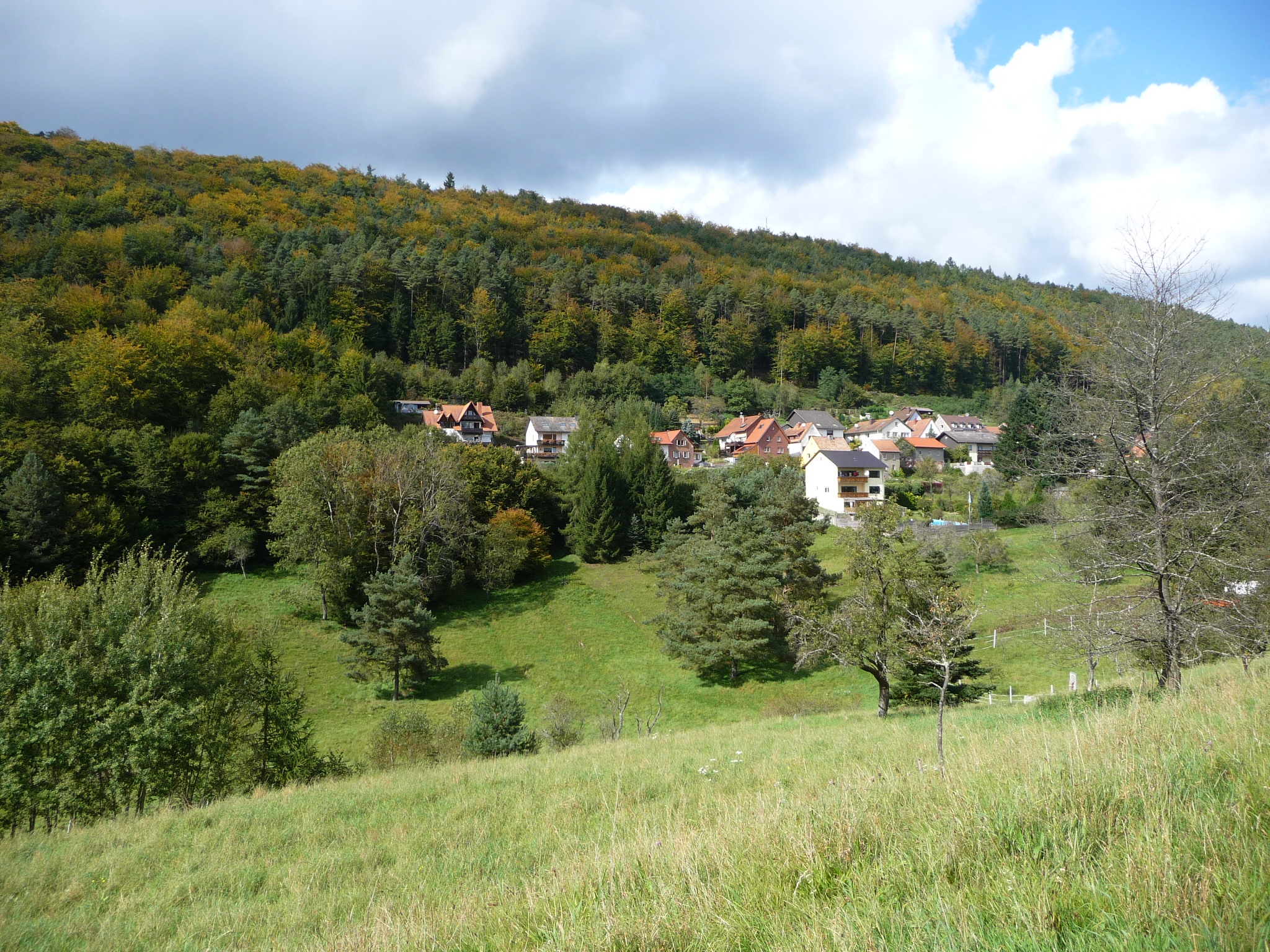
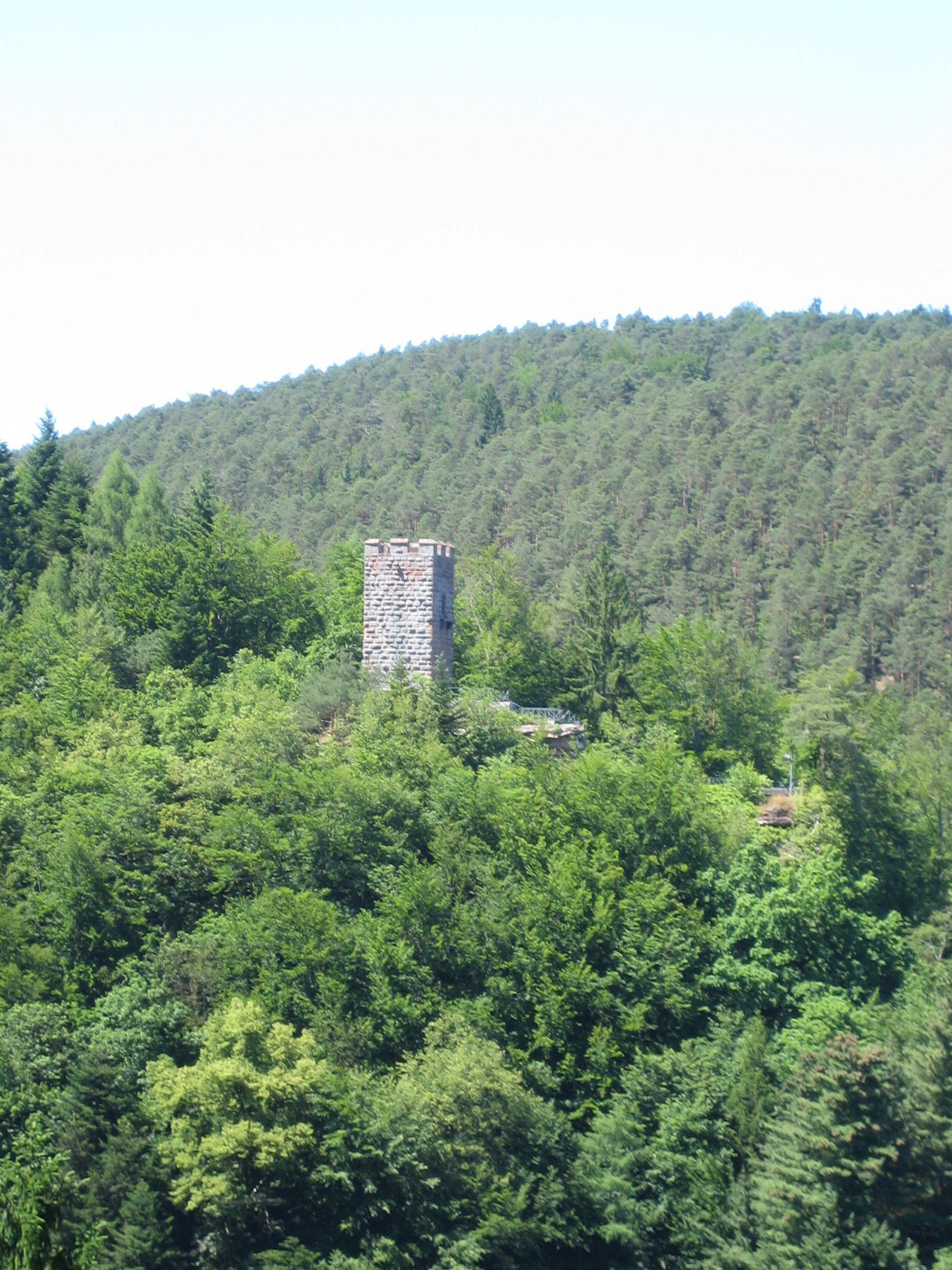